# Saint-Symphorien, Eure

Saint-Symphorien este o comună în departamentul Eure, Franța. În 1 ianuarie 2022 avea o populație de 470 de locuitori.